# Павлик, Яно
Я́но Павли́к (словацк. Jano Pavlík, 28 октября 1963, Снина, Словакия — 1988, Прага) — словацкий фотограф, один из представителей Новой Словацкой Волны.
Родился в словацком городе Снина в 1963 году. В 1982 году поступил в FAMU (Film and TV School of the Academy of Performing Arts in Prague), где вместе с другими художниками сформировал движение, позже ставшее известным как Словацкая Новая Волна. Среди соучеников Яно Павлика были Rudo Prekop, Peter Župník, Tono Stano, Miro Švolík, Vasil Stanko, однако по мнению критиков, самым многообещающим из них был Павлик.
Студенты экспериментировали в жанре постановочной фотографии, использовали мультиэкспозицию, работали как с негативами, так и с конечными отпечатками. Яно Павлик за годы обучения в FAMU создал серию «Эрнест и Алисия», посвященную экзистенциальным проблемам: ненависти к себе, беспомощности, вопросам вины и наказания.
Отпечатанные снимки Павлик часто раскрашивал фломастерами, таким образом отрицая тиражность фотографии и придавая каждому отпечатку индивидуальный характер.
В 1988 году Яно Павлик покончил с собой. Причины его самоубийства неизвестны, но близкие художника говорят, что перед смертью он находился в депрессии. Работы Павлика сохранились благодаря Rudo Prekop, одному из его друзей и соратников.
Чешский журнал Fotograf Архивная копия от 29 октября 2013 на Wayback Machine называет Яно Павлика одним из первых словацких фотографов-постмодернистов.